# Waarom vertrok Bodhi-Dharma naar het Oosten?
Waarom vertrok Bodhi-Dharma naar het Oosten? (Hangul 달마가 동쪽으로 간 까닭은? - Dalmaga dongjjok-euro gan ggadakeun?) is een prijswinnende Zuid-Koreaanse speelfilm uit 1989 met als Engelse titel Why Has Bodhi-Dharma Left for the East?, van de regisseur Bae Yong-kyun.
Bae gebruikte zeven jaar om deze film te maken met één camera en handmatige montage. De film werd vertoond op het Filmfestival van Cannes in 1989.

## Thema
Waarom vertrok Bodhi-Dharma naar het Oosten? volgt de levens van drie boeddhistische monniken: een kind, een volwassen en een oude man, in een meditatieve film over Zen en Boeddhistische opvattingen over het leven.
De film gaat grotendeels over twee Zen-koans: 'Wat is mijn oorspronkelijke gezicht voordat mijn moeder en vader werden verwekt ?', en (in de dood): 'Waar gaat de meester van mijn wezen heen?'.
De boeddhistische parabel 'Het temmen van  de os' is het het verhaal verweven.
De titel, hoewel niet letterlijk in de film uitgelegd, is een verwijzing naar Bodhidharma, een 6e-eeuwse boeddhistische monnik uit India die zen naar China heeft overgebracht. De vraag: "Waarom vertrok Bodhi-Dharma naar het Oosten?", is een klassieke vraag uit het zenboeddhisme, als een koan. Het wordt herhaald door de vraag van de jonge jongen: "Waarom hebben we allemaal de wereld verlaten?" De hele film kan worden gezien als een antwoord op die vraag, zodat de film zelf een koan wordt.

## Plot
De drie hoofdrolspelers zijn Haejin, een weesjongen, Kibong, een jonge monnik en Hyegok, een zenmeester.
Haejin verwondt een vogel tijdens het baden. De partner ervan verlaat de vogel niet, maar blijft in de buurt, alsof hij wil zien wat er van zijn partner wordt. Heijin neemt de gewonde vogel weg om hem te genezen. De andere vogel volgt hem. 
Kibong sjouwt het hout en herinnert zich een vorige lethargisch bestaan. Een koopman loopt rond en vraagt om oude spullen.
Bij het vuur vraagt Haejin zich af, waarom zij de bewoonde wereld hebben verlaten. De meester vertelt  dat het hart van veel mensen te vervuld is van zichzelf. Haejin heeft een wisseltand die met een touwtje door de meester uit de mond wordt getrokken. De tand wordt op het dak gegooid.  Hij gaat naar de gewonde vogel.
Een os breekt door een beperkend hek en ontsnapt naar het bos.
Kibong spreekt met de abt over zijn verlangen naar vrijheid en verlichting. De abt instrueert om een zieke zenmeester te assisteren die alleen in de bergen leeft en voor een weeskind zorgt. De jonge monnik heeft afstand gedaan van zijn leven van ontberingen, op zoek naar vrede en perfectie.  De zenmeester is een kluizenaar, woont in een klooster op een hoge berg en is zich de ijdelheid van kennis gaan realiseren. Hij kent ook het geheim van eeuwige vrede. Taai geworden door winterhanden (ontsteking van de handen en voeten veroorzaakt door blootstelling aan kou en vocht), probeert hij anderen naar dezelfde realisatie te leiden, een realisatie die alleen met vurige toewijding komt, niet alleen door kennis of aanbidding.
De os loopt door het veld. De vogel is nog steeds in de buurt. Als Haejin 's nachts bij zijn vogel gaat kijken, blijkt deze overleden. Hij legt het vogellijk heimelijk onder een dakpan. Teruggekomen bij het huis is hij bang.
De oude meester probeert zijn weg over te brengen door het gebruik van koans - Zen-raadsels zonder absolute antwoorden. De eerste koan is: wat is mijn oorspronkelijke gezicht voordat mijn vader en moeder werden verwekt? De tweede koan is: Wanneer de maan het overneemt in je hart (dat wil zeggen, in verlichting of in de dood), waar gaat de meester van mijn wezen heen? Hij instrueert de jonge monnik om "de koan tussen zijn tanden te houden" en om ze op te lossen. Bij het oplossen van de koans vertelt de oude meester de jonge monnik dat hij een onwankelbare vrede zal vinden. Terwijl Kibong met een balancerende steen op zijn hoofd in een razende rivier mediteert, zit de oude man in alle stilte in precies dezelfde houding.
Het weeskind vindt zijn eerder getrokken wisseltand terug en wil deze bewaren. De meester toont onder meer mededogen met de zinloze gehechtheid aan de tand, die ooit deel van het lichaam van de jongen was.
Bij het werken op het veld vertelt de oude man de jonge monnik dat het tijd wordt zich van zijn lichaam te ontdoen omdat het zijn dienst bewezen heeft. De jonge monnik wil medicijnen gaan halen.
Het weeskind wordt in het water gepest en onderwater gedrukt door andere kinderen. Het vindt het vogellijk terug en schrikt van de maden die het vogellijk aan het composteren zijn. Bij het weggooien van de dakpan met maden krast de partner van de overleden vogel, brengt het kind aan het schrikken die daardoor van een hoogte in het water valt. Wanneer hij het paniekspartelen stopt drijft het rustig in het water en komt het aan wal. Onderweg naar huis ontmoet hij de os die hij met moeite door de rotsige bos volgt.
De jonge monnik groet de oude monnik en gaat naar de stad, waar hij medicijnen koopt voor de oude man met een aalmoes van bedelen. Hij bezoekt ook zijn blinde moeder, die het moeilijk heeft om voor zichzelf te zorgen. Hij keert terug naar het klooster, gedesillusioneerd en ontzet over zijn eigen egoïsme in het afzweren van zijn bestemming, die was om zijn moeder en familie te dienen. Hij keert terug naar de oude monnik en communiceert zijn verlangen om terug te gaan naar het gewone leven, om de smerigheid van de mensheid te omarmen en de onrust van het dagelijks leven in de mensen het hoofd te bieden. Hij wordt streng berispt door de monnik, die hem echter niet belet. De jonge monnik verlaat het klooster om terug te keren naar zijn oude leven, maar raakt gevangen in een waterstroom en verdrinkt bijna. Hij wordt gevonden zittend op een rots in het midden van stroomversnellingen door Haejin. De jonge monnik wordt vervolgens gered door zijn meester.
In zijn ziekte-dromen ziet Kibong zijn meester door het wilde water meegesleurd worden, bij hem vandaan. Wanneer Kibong weer bij bewustzijn komt, wordt hem door de jongen verteld dat zijn meester al een tijdje in meditatie is en ernstig ziek is. Kibong realiseert zich dat de Meester zijn eigen leven heeft ingeruild om hem te redden. Diep ontroerd bezoekt hij de oude meester, die een belofte van Kibong wil, zijn laatste riten uit te voeren zoals de oude man dat wenst. Zijn wens is dat zijn lichaam op de top van de heuvel wordt verbrand, zodat hij naar zijn oorspronkelijke plaats kan terugkeren.
Nieuws van een feest op de naderende dag met de volle maan bereikt Kibong, die het met de jongen wil bijwonen. Hyegok, die zich blijkbaar beter voelt, geeft ze verlof en verzekert Kibong dat hij zich wel zal redden. De oude man vraagt hen ook om genoeg kerosine voor hem mee te nemen.
Op het festival kijken Kibong en Heijin naar de betoverende dans, terwijl duidelijk wordt dat de danser niemand anders is dan de oude monnik zelf, in een andere vorm. In zijn klooster bereidt deze zich voor. Op een heldere volle maanavond keren Heijin en Kibong terug. Bij terugkeer in het klooster ruikt de jongen een verbrand medicijn; ze ontdekken snel dat de oude man dood is.
Trouw aan zijn belofte, met de ware betekenis en zinloosheid van de dood, bezit, verlangen en ijdelheid die elk moment op hem afkomen, plaatst Kibong het lijk in een houten kist en begint langzaam een moeilijke tocht de helling op. Hij draagt de kist op een brandhoutdrager - vermoedelijk dezelfde die de jonge monnik aan het begin van de film had gebruikt om brandhout naar het klooster te slepen. Tegen het vallen van de avond bereikt de jonge monnik de begraafplaats. Hij probeert de brandstapel aan te steken, maar er is een lichte motregen en het aansteken lukt hem niet. Hij herinnert zich plotseling de woorden van zijn meester over de kerosine. Hij gaat terug naar het klooster en verzamelt de kerosine. Hij keert dan terug naar de begraafplaats en steekt de kist in brand. Hij brengt de nacht door aan de zijkant van het brandende lichaam, gemarteld door zijn gevoelens en komt tot de volledige realisatie van de dood. Kijkend rond het brandende lichaam, staan de os en de jonge jongen. Beide lijken gefixeerd door de vuurzee. 
's Morgens, nadat de brandstapel is opgebrand, zien we de jonge monnik knielen en zijn vingers door de as ziften. Hij lijkt te zoeken naar iets in de as en vindt de laatste paar overblijfselen van zijn vroegere meester. Deze paar kleine botten zijn de 'meester' van het wezen van de oude man. Ze zijn wat er overblijft nadat al het andere is afgebrand. Ze zijn de dood. De jonge monnik verzamelt deze botten en maalt ze tot poeder met een steen. Vervolgens loopt hij door het bos en verstrooit de poedervormige botten over water, aarde, bomen en planten. Met dit besef lost de jonge monnik eindelijk de koans op en bereikt de onwankelbare vrede waar de oude man over had gesproken.  Daarna keert hij terug naar het klooster. Als hij Heijin gevonden heeft, vertrouwt hij de jongen de weinige resterende bezittingen van de Meester toe. Hij neemt dan afscheid.
De jongen doet in het klein wat de jonge monnik deed door de weinige persoonlijke bezittingen van de oude man te verbranden. Hij wordt de volgende dag wakker en gaat naar de stroom om water te verzamelen. Zoals gewoonlijk piept de metgezel van de dode vogel om hem af te leiden, maar deze keer merkt de jongen het niet eens. Hij gaat de meesterzaal binnen en sluit hem achter zich. De vogel vliegt weg.
De rondzwervende os (die altijd eerder in de schaduw was getoond) komt terug met een man (mogelijk Kibong), die naast hem in het zonlicht loopt.

## Het temmen van de os
'Het temmen van de os' is een klassieke zen-parabel. Hier vertegenwoordigt het de behoefte van Kibong om te ontsnappen, evenals zijn eigen blinde passies. De os ontsnapt, net als Kibong, aan zijn opsluiting, maar is niet echt vrij. Hij lijkt vrij, maar is nog steeds onderhevig aan zijn eigen verlangens. De jongeman ontsnapt ook aan de beperkingen van de wereld, maar wordt nog steeds geplaagd door zijn eigen blinde passies. 

## Prijzen
- 1989 Locarno International Film Festival, the Golden Leopard (Best Film) en Prize of the Ecumenical Jury